# Căușeni

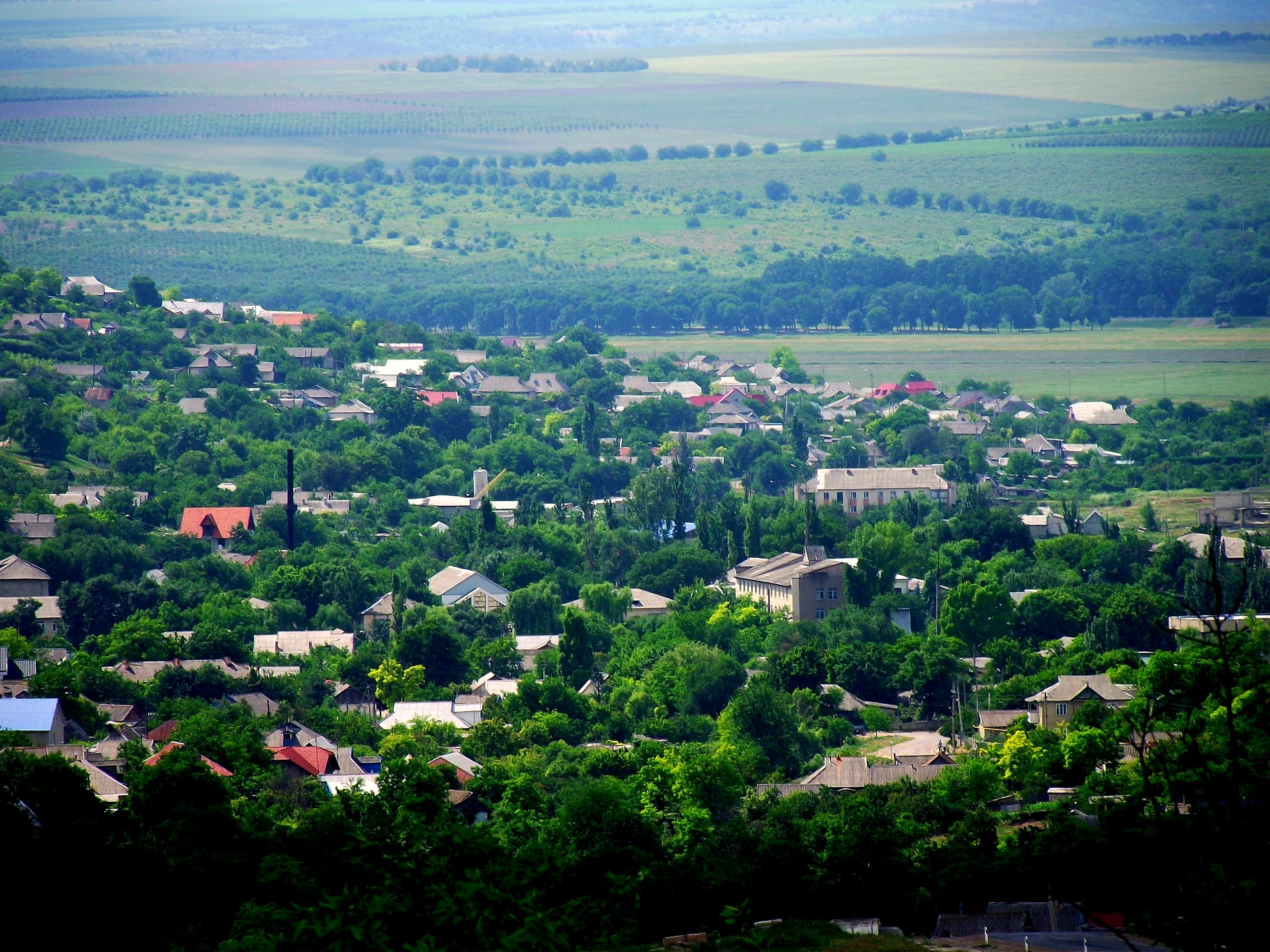

Căușeni (kyrillisch Кэушень, russisch Каушаны) ist eine Kleinstadt, die sich im Rajon Căușeni 80 km südöstlich der moldauischen Hauptstadt Chișinău und 30 km südwestlich von Tiraspol, der inoffiziellen Hauptstadt von Transnistrien, befindet.

## Einwohnerzahlen
| Volkszählung | Einwohnerzahl |
| ------------ | ------------- |
| 1970         | 13.000        |
| 1991         | 21.000        |
| 2005         | 17.700        |

## Wirtschaft
Die Kleinstadt besitzt unterschiedliche Gewerbe wie Cafés, Schulen, Banken, Lebensmittel- und Blumengeschäfte, Friseure, Schlüsselmachereien, Ziegelei, Tankstellen, kleine Kioske. Zu Zeiten der Sowjetunion befanden sich in naher Umgebung noch ein Weingut und eine Konservenfabrik. Vielfach besitzen die Bewohner einen eigenen Garten vor dem Haus, aus dem sie Pfirsiche, Tomaten, Gurken, Äpfel, Birnen ernten können. Das Land ist sehr fruchtbar.

## Bevölkerung
Kennzeichnend ist der Zusammenhalt der Familien und deren Verwandtschaft. Man beschenkt oder hilft sich aus, falls einmal Not herrscht. Jedes Jahr zu Ostern gedenkt man der verstorbenen Angehörigen auf dem Friedhof, der im Frühling wie ein grandioser Garten aussieht. Dort bringt man Speisen und Getränke mit und isst gemeinsam mit den anderen Hinterbliebenen, vergleichbar mit einem Fest.

## Infrastruktur
Die Gasversorgung besteht aus Leitungen, die in zwei Meter Höhe auf Stützen von Haus zu Haus mit einem Rohrsystem zum Teil quer durch den Garten verbunden sind. Wasserleitungen sind unterirdisch. Im ganzen Dorf sind Brunnen verteilt. Falls das Wasserversorgungsnetz renoviert wird oder durch einen Rohrleitungsbruch defekt ist, kann mit Eimern Wasser entnommen werden. Unterbrechungen der Wasserversorgung von 1 bis 3 Tagen sind keine Seltenheit. Strom und Telefonversorgung funktionieren ähnlich, via Freileitungen sind diese von Haus zu Haus verbunden.
Die Dorfstraßen sind breit und in einem relativ guten Zustand, sobald man jedoch den Stadtkern verlässt, sind sie nur noch zum Teil asphaltiert, weisen große Schlaglöcher auf oder die Fahrbahn besteht nur noch aus plattgefahrener, lehmiger Erde.